# Cleonaria bicolor
Cleonaria bicolor là một loài bọ cánh cứng trong họ Cerambycidae.